# Martin Laumann Ylven
Martin Laumann Ylven født 22. december 1988 i Oslo, er en norsk tidligere professionel ishockeyspiller. Han repræsenterede Norges ishockeylandshold ved flere lejligheder og er bedst kendt for sin hårde spillestil.
Ylven sluttede sig til Linköping i 2004 og spillede på deres juniorhold i tre sæsoner. Han debuterede i Elitserien i sæsonen 2006-07. Han vendte tilbage til Norge i 2007, hvor han spillede de fleste kampe (25) med Stjernen Hockey i GET-Ligaen. Han vendte tilbage til Linköping i 2008. I 2012 begyndte han at spille i Lørenskog IK, men efter et par år der gik han til Vålerenga Ishockey, hvor han sluttede sin karriere.

## Eksterne links
- Martin Laumann Ylvens profil på Sports-Reference OL-resultater (arkiveret) (engelsk)
- Martin Laumann Ylvens profil på Olympedia (engelsk)
- Martin Laumann Ylvens profil på Eurohockey.com (engelsk)
- Martin Laumann Ylvens profil på Hockeydb.com (engelsk)
- Martin Laumann Ylvens profil på Eliteprospects.com (engelsk)